# Listă de filme de animație din 2013
Aceasta este o listă de filme de animație din anul 2013:
| Titlu                                                                                        | Țara                                                  | Regizor                                            | Studio                                                                 | Tehnici de animație        | Note          |
| -------------------------------------------------------------------------------------------- | ----------------------------------------------------- | -------------------------------------------------- | ---------------------------------------------------------------------- | -------------------------- | ------------- |
| Ana & BruNo Ana y BruNo                                                                      | Mexic                                                 | Carlos Carrera                                     | Lo Coloco Films                                                        | CG animation               | [ 1 ]         |
| Aunt Hilda! Tante Hilda!                                                                     | Franța                                                | Jacques-Rémy Girerd                                | Folimage                                                               | Traditional                | [ 2 ]         |
| BoOzy’ OS și Piatra de Cristal                                                               | Franța                                                | J.K. Arsyn                                         | CreaSyn Studio RED ƎYE Studios                                         | CG animation               |               |
| Cloudy 2: Revenge of the Leftovers                                                           | Statele Unite ale Americii                            | Cody Cameron, Kris Pearn                           | Sony Pictures Animation                                                | CG animation               |               |
| The Croods                                                                                   | Statele Unite ale Americii                            | Chris Sanders, Kirk DeMicco                        | DreamWorks Animation                                                   | CG animation               |               |
| Despicable Me 2                                                                              | Statele Unite ale Americii                            | Pierre Coffin, Chris Renaud                        | Illumination Entertainment / Universal Pictures                        | CG animation               | [ 3 ]         |
| Ernest & Celestine                                                                           | Franța                                                | Stéphane Aubier, Vincent Patar, Benjamin Renner    | La Parti Production, Les Armateurs, Mélusine Productions, Maybe Movies | Traditional                | [ 4 ] [ 5 ]   |
| Escape from Planet Earth                                                                     | Canada                                                | Cal Brunker                                        | Rainmaker Entertainment                                                | CG animation               | [ 6 ] [ 7 ]   |
| Odyssey 2050 The Movie                                                                       | Costa Rica                                            | Daniel Bermejo / Bruce Callow                      | Synchro Films                                                          | CG animation               | [ 8 ] [ 9 ]   |
| Evangelion: Final ヱヴァンゲリヲン新劇場版：? (FINAL) (Evangerion Shin Gekijōban: ? (FINAL)) | Japonia                                               | Hideaki Anno, Kazuya Tsurumaki, Masayuki Yamaguchi | Studio Khara                                                           | Traditional                | [ 10 ]        |
| Frozen                                                                                       | Statele Unite ale Americii                            |                                                    | Walt Disney Animation Studios                                          | CG animation               | [ 11 ]        |
| Justin and the Knights of Valour                                                             | Spania                                                | Manuel Sicilia                                     | Kandor Graphics                                                        | CG animation               | [ 12 ]        |
| Khumba                                                                                       | Africa de Sud                                         | Anthony Silverston                                 | Triggerfish Animation Studios                                          | CG animation               | [ 13 ]        |
| Leafmen                                                                                      | Statele Unite ale Americii                            | Chris Wedge                                        | Blue Sky Studios / 20th Century Fox                                    | CG animation               |               |
| The Little Fishgirl                                                                          | Cehia                                                 | Jan Balej                                          |                                                                        | Stop motion                | [ 14 ] [ 15 ] |
| Me & My Shadow                                                                               | Statele Unite ale Americii                            | Mark Dindal                                        | DreamWorks Animation                                                   | CG animation / traditional |               |
| Mighty Mouse                                                                                 | Statele Unite ale Americii                            |                                                    | Nickelodeon Movies / Paramount Pictures                                | CG animation               |               |
| Miffy the Movie Nijntje de film                                                              | Danemarca · Țările de Jos                             | Hans Perk                                          | A. Film A/S / Telescreen Film Productions / Mercis / KRO               | Stop motion                | [ 16 ]        |
| Monsters University                                                                          | Statele Unite ale Americii                            | Bradley Raymond                                    | DisneyToon Studios / Walt Disney Pictures                              | Traditional                |               |
| My Little World                                                                              | Statele Unite ale Americii                            | Mike Nguyen                                        | July Films                                                             | Traditional                | [ 17 ]        |
| Planes                                                                                       | Statele Unite ale Americii                            | Klay Hall                                          | DisneyToon Studios                                                     | CG animation               |               |
| Postman Pat: The Movie - You Know You're The One                                             | Regatul Unit al Marii Britanii și al Irlandei de Nord | RGH Entertainment, Classic Media                   | Mike Disa                                                              | CG animation               | [ 18 ]        |
| Song of the Sea                                                                              | Republica Irlanda                                     |                                                    | Cartoon Saloon                                                         | Traditional                | [ 19 ]        |
| Space Pirate Captain Harlock 宇宙海賊キャプテンハーロック (Uchū Kaizoku Kyaputen Hārokku)    | Japonia                                               | Shinji Aramaki                                     |                                                                        | CG animation               | [ 20 ]        |
| The Tale of the Bamboo Cutter                                                                | Japonia                                               | Isao Takahata                                      | Studio Ghibli                                                          | Traditional                | [ 21 ]        |
| Turbo                                                                                        | Statele Unite ale Americii                            | David Soren                                        | DreamWorks Animation                                                   | CG animation               |               |
| Turkeys                                                                                      | Statele Unite ale Americii                            | Jimmy Hayward                                      | Reel FX Creative Studios                                               | CG animation               | [ 22 ] [ 23 ] |
| Untitled Hayao Miyazaki film                                                                 | Japonia                                               | Hayao Miyazaki                                     | Studio Ghibli                                                          | Traditional                | [ 24 ]        |